# Peter Poscharsky
Peter Poscharsky (* 29. Februar 1932 in Leipzig; † 1. Januar 2016 in Nürnberg) war ein deutscher evangelischer Theologe, Kunsthistoriker und Christlicher Archäologe.

## Leben
Peter Poscharsky, der nach dem Abitur zunächst eine Tischlerlehre absolvierte, studierte in Jena, Leipzig, Bonn und Marburg Evangelische Theologie, Klassische Archäologie und Kunstgeschichte. Nach einer Assistenzzeit in Marburg und Erlangen erfolgte 1962 die Promotion und 1967 die Habilitation in Erlangen. Im Jahr 1972 wurde er an der Evangelisch-Theologischen Fakultät der Universität Münster auf die Professur für Christliche Archäologie berufen, ein Jahr später folgte er einem Ruf auf den Lehrstuhl für Christliche Archäologie und Kunstgeschichte der Evangelisch-Theologischen Fakultät der Universität Erlangen. Zum 31. März 2000 wurde Poscharsky emeritiert.
Seit 1975 war er Erster Vorsitzender des Vereins für Christliche Kunst in der Evangelisch-Lutherischen Kirche in Bayern. In dieser Stellung gab er die Zeitschrift Kirche + Kunst heraus.

## Veröffentlichungen (Auswahl)
- Die Kanzel. Erscheinungsformen im Protestantismus bis zum Ende des Barocks. Gütersloh 1963 (Dissertation)
- Neue Kirchen, Kirchenzentren und Friedhofskapellen in der Braunschweigischen evangelischen-lutherischen Kirche. München 1968
- Ende des Kirchenbaues? Stuttgart 1969
- Die Kirchen der Fränkischen Schweiz, hrsg. vom Arbeitskreis Heimatkunde im Fränkische-Schweiz-Verein, Erlangen 1993
- (Hrsg.): Die Bilder in den lutherischen Kirchen. Ikonographische Studien. München 1998
- Gestalteter Glaube. Gesammelte Aufsätze aus der Christlichen Archäologie und Kunstgeschichte, hrsg. von Klaus Raschzok. Leipzig 2014